# Motta Sant'Agata
Sant'Agata fu un centro abitato dell'attuale provincia di Reggio Calabria.

## Storia
L’antica città di Sant’Agata era situata su una ristretta zona che si spianava sulla cima della rupe.
È difficile stabilire da chi e quando esattamente fu fondata. Alcuni storici tendono a far ricondurre il passato della città di Sant’Agata con la mitica Tisia (città conosciuta in epoca romana) ma ciò non trova tesi sostenibili. Sappiamo che era abitata sin dall’età greca e romana, grazie ad alcuni rinvenimenti archeologici (Tombe, Monete e ceramica).
Durante il medioevo soprattutto in seguito alle incursioni dei saraceni, fu rifugio contro le razzie degli arabi che riuscirono ad impossessarsi della città intorno al 921-924 e nel 976-977. Poche notizie si hanno per il periodo normanno e svevo, numerosi documenti invece c’informano sulle sue vicende nel periodo angioino, durante il quale fu immune al giogo feudale e godette dell’autonomia municipale anche se fu contrastata in ciò dai reggini durante il regno di Giovanna I. Negli ultimi anni della dominazione aragonese Sant’Agata ricadde sotto il regime feudale dal quale però si liberò presto. Da alcune pergamene del 1500 si evinceva che Sant’Agata fu municipio indipendente sia dalla vicina città di Reggio che da ogni altra signoria feudale.
La storia di motta Sant’Agata si spense alle ore 13.00 del 5 febbraio 1783, con il terribile terremoto che distrusse quasi completamente l’antica città. Con un decreto regio Ferdinando II stabilì la ricostruzione dei sito nell’odierna Gallina.
CRONOLOGIA
921-924
Sant’Agata cade in mano ai saraceni comandati da Mesud che espugna al rocca e porta la popolazione schiava in Africa
976-977
L’emiro arabo Abu-l-Kasem assediò S. Agata, la popolazione fu salva, ma la città fu saccheggiata.
1313
In una nota di stato Re Roberto d’Angiò scrive ai cittadini di Sant’Agata che presto avrebbe mandato suo fratello Giovanni, conte di gravina con un potente esercito a presiedere le Calabrie.
1351
I reggini pongono sant’agata ad un assedio regolare e prolungato. Ma poiché mancano i viveri per resistere gli abitanti decidono di sottomettersi al conte di Mileto piuttosto che concedersi ai reggini
1462
Ferdinando I D’Aragona ordina i reggini di attaccare le Motte ribelli, delle sette Motte si salverà solo Motta Sant’Agata.
1505
il 20 settembre 1505Giulio II concede l’indulgenza di 50 giorni ai fedeli che visiteranno, pregando secondo le sue intenzioni presso la chiesa di Santa Maria del Soccorso nel sobborgo di San Teodoro.
15..
L’inquisitore spagnolo Padre Nicola Bobadilla predica anche a Sant’Agata dove il calvinismo aveva fatto proseliti anche tra il clero.
1522
il corsaro turco Dragut attacca Sant’Agata che gli resiste
1543-1588
i Santagatini respingono circa 6000 turchi alla foce del loro fiume, ne uccidono un gran numero e ne catturano parecchi.
1559
I sindaci Sant’Agatini si recano nelle fiandre alla corte di Filippo II
1594
24 ottobre 1594 i Santagatini accolgono l’Arcivescovo D’Afflitto in visita pastorale. Le campane suonano a festa, dagli spalti del castello tuonano i cannoni in salve di saluto.
1594
L’arcivescovo di Reggio Annibale D’Afflitto si rifugia sulla rocca santagatina in seguito ad uno sbarco turco.
1604
Nasce a Sant’Agata lo scienziato Alfonso Borelli
1672
Una carestia miete 1000 vittime
1783
5 febbraio 1783 terremoto che distrusse quasi completamente l’antica città. Con un decreto regio Ferdinando II stabilisce la ricostruzione dei siti colpiti dal terremoto, Sant’Agata viene riedificata sul piano delle galline, l’odierna Gallina.
Di probabile origine bizantina, la città di Sant'Agata terminò di esistere il 5 febbraio 1783, dopo il violento terremoto della Calabria meridionale che provocò 128 morti nel territorio santagatino, dei quali 78 in città. La città sorgeva su una rupe con accesso da due porte. Oltre al centro vero e proprio, il territorio comunale comprendeva i sobborghi di San Salvatore, Cataforio, S.Teodoro, S.Giovanni, S. Andrea e Annunziata, i villaggi di Armo, Bovetto, Cardeto, Mosorrofa e Vinco, includendo anche uno sbocco sul mare, essendo compresa nel territorio la spiaggia in corrispondenza della foce del torrente S.Agata.
La ricostruzione post-terremoto avvenne su altro sito, sul pianoro di Gallina (Reggio Calabria).
Oggi è possibile osservarne i resti in località Suso . Tra le architetture principali ancora oggi in parte emergenti, la chiesa protopapale di S.Nicola, conosciuta anche come la Cattolica.